# Partecipanti al Giro di Norvegia 2025
Elenco dei partecipanti al Giro di Norvegia 2025.
Il Giro di Norvegia 2025 è stata la quattordicesima edizione della corsa. Alla competizione presero parte diciassette squadre: sette con licenza UCI World Tour 2025, cinque dell'UCI ProTeam, quattro UCI Continental Team e una selezione nazionale.
Accreditati alla partenza 102 ciclisti, di cui solo 88 hanno terminato la competizione.

## Corridori per squadra
Nota: R ritirato, NP non partito, FT fuori tempo, SQ squalificato
| Ineos Grenadiers        | Ineos Grenadiers         | Ineos Grenadiers        | Alpecin-Deceuninck              | Alpecin-Deceuninck              | Alpecin-Deceuninck              | Intermarché-Wanty       | Intermarché-Wanty       | Intermarché-Wanty       |
| ----------------------- | ------------------------ | ----------------------- | ------------------------------- | ------------------------------- | ------------------------------- | ----------------------- | ----------------------- | ----------------------- |
| N°                      | Ciclista                 | Clas.                   | N°                              | Ciclista                        | Clas.                           | N°                      | Ciclista                | Clas.                   |
| 1                       | Axel Laurance            | R 1ª                    | 11                              | Tibor Del Grosso                | 5°                              | 21                      | Alexander Kamp          | 36°                     |
| 2                       | Andrew August            | 46°                     | 12                              | Gal Glivar                      | 39°                             | 22                      | Halvor Dolven           | 59°                     |
| 3                       | Omar Fraile              | 65°                     | 13                              | Johan Price-Pejtersen           | R 4ª                            | 23                      | Arne Marit              | R 3ª                    |
| 4                       | Victor Langellotti       | 2°                      | 14                              | Lars Boven                      | R 1ª                            | 24                      | Felix Ørn-Kristoff      | 51°                     |
| 5                       | Óscar Rodríguez          | 41°                     | 15                              | Laurens Sweeck                  | 81°                             | 25                      | Lorenzo Rota            | 44°                     |
| 6                       | Artem Shmidt             | R 3ª                    | 16                              | Stan Van Tricht                 | 72°                             | 26                      | Huub Artz               | 6°                      |
| Red Bull-Bora-Hansgrohe | Red Bull-Bora-Hansgrohe  | Red Bull-Bora-Hansgrohe | Team Picnic PostNL              | Team Picnic PostNL              | Team Picnic PostNL              | Team Visma-Lease a Bike | Team Visma-Lease a Bike | Team Visma-Lease a Bike |
| N°                      | Ciclista                 | Clas.                   | N°                              | Ciclista                        | Clas.                           | N°                      | Ciclista                | Clas.                   |
| 31                      | Maxim Van Gils           | 18°                     | 41                              | Tobias Lund Andresen            | 4°                              | 51                      | Per Strand Hagenes      | 26°                     |
| 32                      | Emil Herzog              | 80°                     | 42                              | Bjorn Koerdt                    | 12°                             | 52                      | Matthew Brennan         | 1°                      |
| 33                      | Filip Maciejuk           | 31°                     | 43                              | Juan Guillermo Martinez         | 66°                             | 53                      | Jørgen Nordhagen        | 13°                     |
| 34                      | Ryan Mullen              | 83°                     | 44                              | Tim Naberman                    | 73°                             | 54                      | Attila Valter           | 14°                     |
| 35                      | Anton Palzer             | 28°                     | 45                              | Kevin Vermaerke                 | 20°                             | 55                      | Tosh Van Der Sande      | 77°                     |
| 36                      | Tim van Dijke            | 30°                     | 46                              | Mees Vlot                       | 88°                             | 56                      | Thomas Gloag            | 76°                     |
| UAE Team Emirates XRG   | UAE Team Emirates XRG    | UAE Team Emirates XRG   | Israel-Premier Tech             | Israel-Premier Tech             | Israel-Premier Tech             | Lotto Cycling Team      | Lotto Cycling Team      | Lotto Cycling Team      |
| N°                      | Ciclista                 | Clas.                   | N°                              | Ciclista                        | Clas.                           | N°                      | Ciclista                | Clas.                   |
| 61                      | Vegard Stake Laengen     | 40°                     | 71                              | Floris Van Tricht               | 79°                             | 81                      | Toon Aerts              | 43°                     |
| 62                      | Rui Oliveira             | 78°                     | 72                              | Itamar Einhorn                  | 85°                             | 82                      | Arjen Livyns            | 16°                     |
| 63                      | Mikkel Bjerg             | 38°                     | 73                              | Krists Neilands                 | 57°                             | 83                      | Eduardo Sepúlveda       | 61°                     |
| 64                      | Alessandro Covi          | 11°                     | 74                              | Tom Van Asbroeck                | 21°                             | 84                      | Lionel Taminiaux        | 84°                     |
| 65                      | Jan Christen             | 3°                      | 75                              | Ethan Vernon                    | 50°                             | 85                      | Henri Vandenabeele      | 19°                     |
| 66                      | Juan Sebastián Molano    | 62°                     | 76                              | Kiaan Watts                     | 58°                             | 86                      | Jonas Gregaard          | 42°                     |
| Team Flanders-Baloise   | Team Flanders-Baloise    | Team Flanders-Baloise   | Unibet Tietema Rockets          | Unibet Tietema Rockets          | Unibet Tietema Rockets          | Uno-X Mobility          | Uno-X Mobility          | Uno-X Mobility          |
| N°                      | Ciclista                 | Clas.                   | N°                              | Ciclista                        | Clas.                           | N°                      | Ciclista                | Clas.                   |
| 91                      | Brem Deman               | 29°                     | 101                             | Odd Christian Eiking            | 33°                             | 111                     | Alexander Kristoff      | 48°                     |
| 92                      | Jonas Geens              | 8°                      | 102                             | Cedrik Bakke Christophersen     | 15°                             | 112                     | Fredrik Dversnes        | 9°                      |
| 93                      | Elias Maris              | 32°                     | 103                             | Hartthijs de Vries              | 37°                             | 113                     | Ådne Holter             | 7°                      |
| 94                      | Vincent Van Hemelen      | 10°                     | 104                             | Jelle Johannink                 | 63°                             | 114                     | William Blume Levy      | 52°                     |
| 95                      | Dylan Vandenstorme       | 56°                     | 105                             | Martijn Budding                 | 70°                             | 115                     | Anders Skaarseth        | 55°                     |
| 96                      | Ward Vanhoof             | 24°                     | 106                             | Wessel Mouris                   | 35°                             | 116                     | Rasmus Tiller           | 69°                     |
| Selezione norvegese     | Selezione norvegese      | Selezione norvegese     | Lillehammer CK Continental Team | Lillehammer CK Continental Team | Lillehammer CK Continental Team | Team Coop-Repsol        | Team Coop-Repsol        | Team Coop-Repsol        |
| N°                      | Ciclista                 | Clas.                   | N°                              | Ciclista                        | Clas.                           | N°                      | Ciclista                | Clas.                   |
| 121                     | Daniel Arnes             | 54°                     | 131                             | Brage Aulstad                   | 82°                             | 141                     | Eirik Vang Aas          | 75°                     |
| 122                     | Trym Brennsæter          | R 4ª                    | 132                             | Henrik Teslo Fjellheim          | 60°                             | 142                     | Karsten Larsen Feldmann | 53°                     |
| 123                     | Marius Innhaug Dahl      | 34°                     | 133                             | Ludvik Holstad                  | 47°                             | 143                     | Eivind Broholt Fougner  | R 1ª                    |
| 124                     | Simen Evertsen-Hegreberg | 87°                     | 134                             | Georg Rydningen Martinsen       | 64°                             | 144                     | Storm Ingebrigtsen      | 22°                     |
| 125                     | Kasper Haugland          | 74°                     | 135                             | Toralf Rydningen Martinsen      | 25°                             | 145                     | Halvor Utengen Sandstad | R 1ª                    |
| 126                     | Peder Dahl Strand        | 71°                     | 136                             | Even Thorvaldsen                | 27°                             | 146                     | Anton Stensby           | 45°                     |
| Project Echelon Racing  | Project Echelon Racing   | Project Echelon Racing  | Team Coloquick                  | Team Coloquick                  | Team Coloquick                  |                         |                         |                         |
| N°                      | Ciclista                 | Clas.                   | N°                              | Ciclista                        | Clas.                           |                         |                         |                         |
| 151                     | Cade Bickmore            | R 1ª                    | 161                             | Joshua Gudnitz                  | 86°                             |                         |                         |                         |
| 152                     | Ethan Craine             | R 3ª                    | 162                             | Malte Hellerup                  | 23°                             |                         |                         |                         |
| 153                     | Laurent Gervais          | 68°                     | 163                             | Adam Holm Jørgensen             | R 1ª                            |                         |                         |                         |
| 154                     | Kieran Haug              | 49°                     | 164                             | Morten Aalling Nørtofot         | 17°                             |                         |                         |                         |
| 155                     | Colby Lange              | R 3ª                    | 165                             | Tobias Svarre                   | R 1ª                            |                         |                         |                         |
| 156                     | Jonas Walton             | R 4ª                    | 166                             | Emil Toudal                     | 67°                             |                         |                         |                         |

### Legenda
| Legenda          | Legenda | Legenda       | Legenda                                                  |
| ---------------- | --- | ------------- | -------------------------------------------------------- |
| Dorsale          | Dorsale di partenza del ciclista | Posizione     | Posizione finale nella classifica generale               |
| Maglia arancione | Indica il vincitore della classifica generale                                                                                        | Maglia a pois | Indica il vincitore della classifica dei GPM             |
| Maglia blu       | Indica il vincitore della classifica a punti                                                                                         | Maglia bianca | Indica il vincitore della classifica dei giovani         |
| NP               | Indica un ciclista che non è ripartito in una tappa la mattina                                                                       | R             | Indica un ciclista che si è ritirato in una tappa        |
| FTM              | Indica un ciclista che ha concluso una tappa fuori tempo, ossia ha impiegato più tempo rispetto a quanto stabilito dal tempo massimo | EX            | Corridore escluso per non aver rispettato il regolamento |

## Corridori per nazione
Le nazionalità rappresentate nella manifestazione sono 23; in tabella il numero dei ciclisti suddivisi per la propria nazione di appartenenza:
| Numero ciclisti | Nazione                                                                                                   |
| --------------- | --- |
| 30              | Norvegia                                                                                                  |
| 17              | Belgio |
| 12              | Danimarca                                                                                                 |
| 10              | Paesi Bassi                                                                                               |
| 6               | Stati Uniti                                                                                               |
| 4               | Gran Bretagna                                                                                             |
| 2               | Canada, Colombia, Germania, Italia, Nuova Zelanda, Spagna                                                 |
| 1               | Argentina, Francia, Irlanda, Israele, Lettonia, Monaco, Polonia, Portogallo, Slovenia, Svizzera, Ungheria |

### Quadro d'insieme nazionalità e tappe
| Nazione       | Corridori partenti | Corridori arrivati | Tappe vinte            |
| ------------- | ------------------ | ------------------ | ---------------------- |
| Argentina     | 1                  | 1                  | -                      |
| Belgio        | 17                 | 16                 | 1 (Maxim Van Gils)     |
| Canada        | 2                  | 1                  | -                      |
| Colombia      | 2                  | 2                  | -                      |
| Danimarca     | 12                 | 9                  | -                      |
| Francia       | 1                  | 0                  | -                      |
| Germania      | 2                  | 2                  | -                      |
| Gran Bretagna | 4                  | 4                  | 2 (Matthew Brennan)    |
| Irlanda       | 1                  | 1                  | -                      |
| Israele       | 1                  | 1                  | -                      |
| Italia        | 2                  | 2                  | -                      |
| Lettonia      | 1                  | 1                  | -                      |
| Monaco        | 1                  | 1                  | -                      |
| Norvegia      | 30                 | 27                 | 1 (Storm Ingebrigtsen) |
| Nuova Zelanda | 2                  | 1                  | -                      |
| Paesi Bassi   | 10                 | 9                  | -                      |
| Polonia       | 1                  | 1                  | -                      |
| Portogallo    | 1                  | 1                  | -                      |
| Slovenia      | 1                  | 1                  | -                      |
| Spagna        | 2                  | 2                  | -                      |
| Stati Uniti   | 6                  | 3                  | -                      |
| Svizzera      | 1                  | 1                  | -                      |
| Ungheria      | 1                  | 1                  | -                      |
| Totale        | 102                | 88                 | 4                      |